# 我闘姑娘
我闘姑娘（がとうくうにゃん）は、かつて存在した日本の女子プロレス団体。

## 特徴
- 小学生レスラー、中学生レスラーが複数在籍している。
- 小学生レスラー、中学生レスラーに対してはセクハラ攻撃（主に浣腸、股間攻撃、恥ずかし固め等）は行わない。
- プロレスにありがちなコスチュームではなく普通の服装に近い格好で出場する選手もおりとりわけ小中学生はそれで統一されている。

## 歴史
2002年3月、FMWの解散によりフリーになっていた、さくらえみが設立。代表にはI.W.A.JAPAN時代より、さくらと知己であった池須豊が就任。設立当初は所属選手が、さくらのみで、そのうえ負傷により長期欠場中だったため埼玉県坂戸市で女子プロレス教室「さくらえび」を運営する組織として活動していた。さくらは復帰後に所属選手（フリー扱い）として全日本女子プロレスやNEO女子プロレスなどに参戦していた。2003年以降は、これらの興行で、さくらえびから新人選手が次々とデビューしていた。
2004年10月31日、新木場1stRINGで旗揚げ戦を開催。先に解散した全日本女子とジャパン女子プロレスの流れをくまないという異色の女子プロレス団体であった。所属選手に関しても他の既存の女子プロレス団体から来た者はおらず、さくら以外の所属選手は我闘姑娘で育成された生え抜き選手であった。またレフェリーとリングアナウンサーも全て自前で育成していた。萌え系美形レスラー、小学生レスラー、中学生レスラーがリングで闘うスタイルから「癒し系プロレス」とも言われるエンターテイメントプロレスが持ち味であり目指すものであった。
2006年4月22日、さくらとの不仲が噂されていた市井舞のサイン会でドタキャン騒動が起きる。これ以降、上層部と所属選手との関係が悪化して、さくらがアイスリボンに移籍（独立）したのを期に所属選手の退団と引退が相次いだ。
2007年1月27日、「萌える！お嬢様伝説バトルプリンセスLive Vol.1」新木場1stRING大会を最後に解散。最終的に唯一の所属選手だった春日萌花はプロレス活動を休業していたが2008年3月12日、プロレスリングWAVEに移籍。代表の池須は大日本プロレスにレフェリーとして入社。

## タイトル
下記の王座はタイトルマッチ形式ではない企画色の濃い王座である。
- ロープワーク王座

ロープワークの技術を競う王座。
- ドロップキック王座

ドロップキックの技術を競う王座。

## 最終所属選手
- 春日萌花

## スタッフ

### レフェリー
- 熊木つばさ
- 熊木みさき

### リングアナウンサー
- コーガ亜紀
- 北村有希

## 歴代所属選手
- さくらえみ
- 希月あおい
- 石井美紀
- 市井舞
- 零（現：Ray）
- 夏樹☆ヘッド（現：南月たいよう）
- 蒲原唯
- 由藍郁美
- なつみ知香
- 流華
- 早乙女未来
- きのこ（小学生レスラー）
- あいか（小学生レスラー）
- ひなた（小学生レスラー）
- みなみ飛香（小学生レスラー）
- 聖菜（小学生レスラー）
- 高橋李佳（中学生レスラー）
- 真琴（練習生）